# Gent–Wevelgem 2012
Der 74. Rad-Halbklassiker Gent–Wevelgem fand am 25. März 2012 statt. Das Eintagesrennen war Teil der UCI WorldTour 2012 und innerhalb dieser das siebte Rennen. Die Distanz des Rennens betrug 235,4 Kilometer.

## Teilnehmer
| ProTeams AG2R La Mondiale Astana Pro Team BMC Racing Team Euskaltel-Euskadi FDJ-Big Mat Garmin-Barracuda | GreenEdge Cycling Team Katusha Team Lampre-ISD Liquigas-Cannondale Lotto Belisol Team Movistar | Omega Pharma-Quick Step Rabobank Cycling Team RadioShack-Nissan Sky ProCycling Team Saxo Bank Vacansoleil-DCM |               |
| Professional Continental Teams Topsport Vlaanderen-Mercator Landbouwkrediet-Euphony                      | Accent Jobs-Willems Veranda’s Cofidis, le Crédit en Ligne                                      | Farnese Vini-Selle Italia Project 1t4i                                                                        | Team Europcar |

Einer der großen Favoriten auf den Sieg war der Belgier Tom Boonen, der bereits eine Woche zuvor den E3-Preis gewonnen hatte. Neben dem Titelverteidiger rechneten sich auch Francesco Chicchi und Gerald Ciolek aus dem Team Omega Pharma-Quickstep gute Chancen aus. Mit gleich drei Assen ging das Team Sky ProCycling an den Start: Mit Weltmeister Mark Cavendish, dem Sieger von 2009, Edvald Boasson Hagen, sowie dem Sieger von 2010, Bernhard Eisel hatte es gleich drei Sieganwärter in ihren Reihen. Drei ehemalige Sieger starteten für das Team BMC: George Hincapie (2001), Thor Hushovd (2006) und Marcus Burghardt (2007) wollten auch dieses Jahr wieder gewinnen. Außerdem hatte BMC mit Greg Van Avermaet einen starken Sprinter in seinen Reihen. Ein weiterer Kandidat auf den Sieg war der belgische Eintagesspezialist Philippe Gilbert, der jedoch eine Woche zuvor beim E3-Preis Flandern wegen Zahnschmerzen aufgeben musste. Das RadioShack-Nissan-Team schickte die beiden Top-Fahrer Fabian Cancellara und Daniele Bennati ins Rennen. Weitere Favoriten waren: André Greipel (Lotto Belisol), Matthew Goss (GreenEdge), Óscar Freire (Katjuscha), Tyler Farrar (Garmin-Barracuda), Matti Breschel (Rabobank), sowie Filippo Pozzato (Farnese Vini).

## Strecke
Der Start lag nicht etwa in Gent, sondern in Deinze, einer Stadt, 24 km südwestlich von Gent. Die Strecke führte zunächst auf flachem Parcours in westliche Richtung an die Küste und dann nach Süden.
113,5 km vor dem Ziel wurde die französische Grenze passiert. 45 km lang führte das Rennen durch Frankreich. Dort lagen auch die ersten vier Hügel mit Kopfsteinpflaster-Belag, die sogenannten Hellinge. Nach der 5. Helling 62,7 km vor dem Ziel, der ersten in Belgien, ging es auf eine Schleife. Dort lagen der Baneberg und der Kemmelberg. Die letzte Helling, Monteberg, erreichte das Feld 32,8 km vor dem Ziel. Danach war der Parcours überwiegend flach, ebenso wie die Zielgerade in Wevelgem.

## Endstand
|     | Fahrer               | Nation     | Team                      | Zeit         |
| --- | -------------------- | ---------- | ------------------------- | ------------ |
| 1.  | Tom Boonen           | Belgien    | Omega Pharma-Quick Step   | 5:32:44 h    |
| 2.  | Peter Sagan          | Slowakei   | Liquigas-Cannondale       | gleiche Zeit |
| 3.  | Matti Breschel       | Danemark   | Rabobank Cycling Team     | gleiche Zeit |
| 4.  | Óscar Freire         | Spanien    | Katusha Team              | gleiche Zeit |
| 5.  | Edvald Boasson Hagen | Norwegen   | Sky ProCycling            | gleiche Zeit |
| 6.  | Daniele Bennati      | Italien    | RadioShack-Nissan         | gleiche Zeit |
| 7.  | Marco Marcato        | Italien    | Vacansoleil-DCM           | gleiche Zeit |
| 8.  | Steve Chainel        | Frankreich | FDJ-Big Mat               | gleiche Zeit |
| 9.  | Filippo Pozzato      | Italien    | Farnese Vini-Selle Italia | gleiche Zeit |
| 10. | Giovanni Visconti    | Italien    | Movistar                  | gleiche Zeit |